# Petersmühle (Presseck)
Petersmühle ist ein Gemeindeteil des Marktes Presseck im Landkreis Kulmbach (Oberfranken, Bayern). Petersmühle liegt in der Gemarkung Schlackenreuth.

## Geografie
Die Einöde liegt am Schlackenmühlbach, einem rechten Zufluss des Großen Rehbachs. Ein Anliegerweg führt nach Trottenreuth (0,7 km nordwestlich).

## Geschichte
Gegen Ende des 18. Jahrhunderts bestand Petersmühle aus einer Mahlmühle. Das Hochgericht sowie die Grundherrschaft übte die Herrschaft Wildenstein aus.
Mit dem Gemeindeedikt wurde Petersmühle dem 1808 gebildeten Steuerdistrikt Presseck und der 1818 gebildeten Ruralgemeinde Schlackenreuth zugewiesen. Am 1. Januar 1972 wurde Petersmühle im Rahmen der Gebietsreform in Bayern in die Gemeinde Presseck eingegliedert. Die Einöde war ab den 1980er Jahren unbewohnt. Die Gebäude wurden bis auf eine Stallung abgetragen. Daneben gibt es ein Blockhaus.

### Ehemaliges Kunstdenkmal
- Haus Nr. 1: Wohnhaus und stillgelegte Mahlmühle. Zweigeschossiges Halbwalmdachhaus, drei zu fünf Achsen; Erdgeschoss verputzt massiv, Obergeschoss verputztes Fachwerk; im Erdgeschoss an Fenster und Türen profilierte und geohrte Sandsteinrahmungen; Haustürsturz bezeichnet „1 J 7 M 6 S 5“ (=Johann Martin Ströhlein).[9] Das Haus listete Karl-Ludwig Lippert in dem Buch Landkreis Stadtsteinach von 1964 mit seiner ursprünglichen Hausnummer als Kunstdenkmal auf. Es ist in der Denkmalschutzliste nicht aufgeführt, da es entweder nicht aufgenommen, abgebrochen oder stark verändert wurde.

### Einwohnerentwicklung
| Jahr      | 001809 | 001818 | 001861 | 001871 | 001885 | 001900 | 001925 | 001950 | 001961 | 001970 | 001987 |
| Einwohner | 5      |        | 12     | 20     | 16     | 7      | 11     | 12     | 4      | 5      | 0      |
| Häuser    |        | 1      |        |        | 2      | 1      | 3      | 1      | 1      |        | 1      |
| Quelle    | [ 11 ] | [ 6 ]  | [ 12 ] | [ 13 ] | [ 14 ] | [ 15 ] | [ 16 ] | [ 17 ] | [ 18 ] | [ 19 ] | [ 1 ]  |

## Religion
Petersmühle ist seit der Reformation evangelisch-lutherisch geprägt und nach Heilige Dreifaltigkeit (Presseck) gepfarrt.